# Sabah State Archives

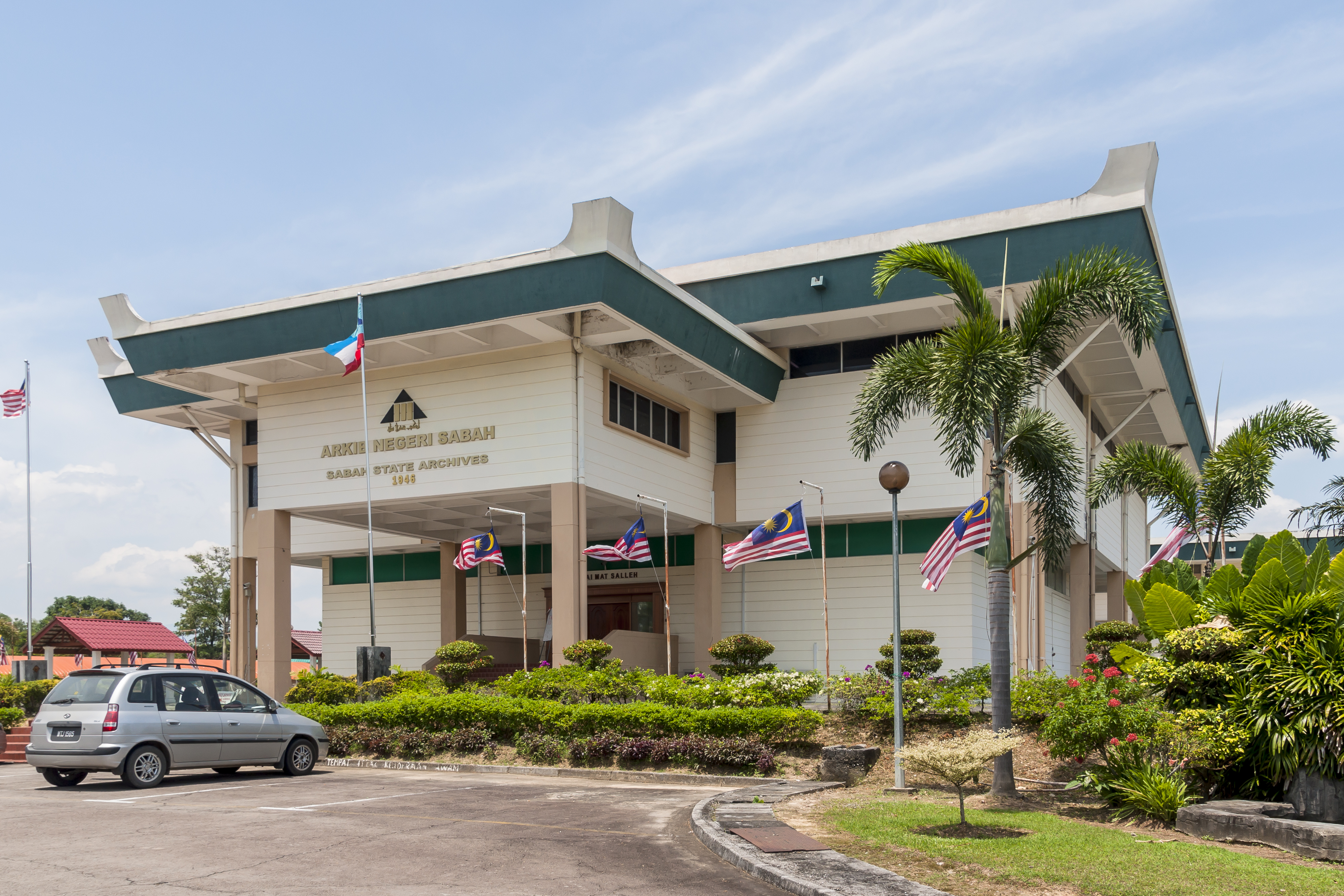
Gebäude der Sabah State Archives

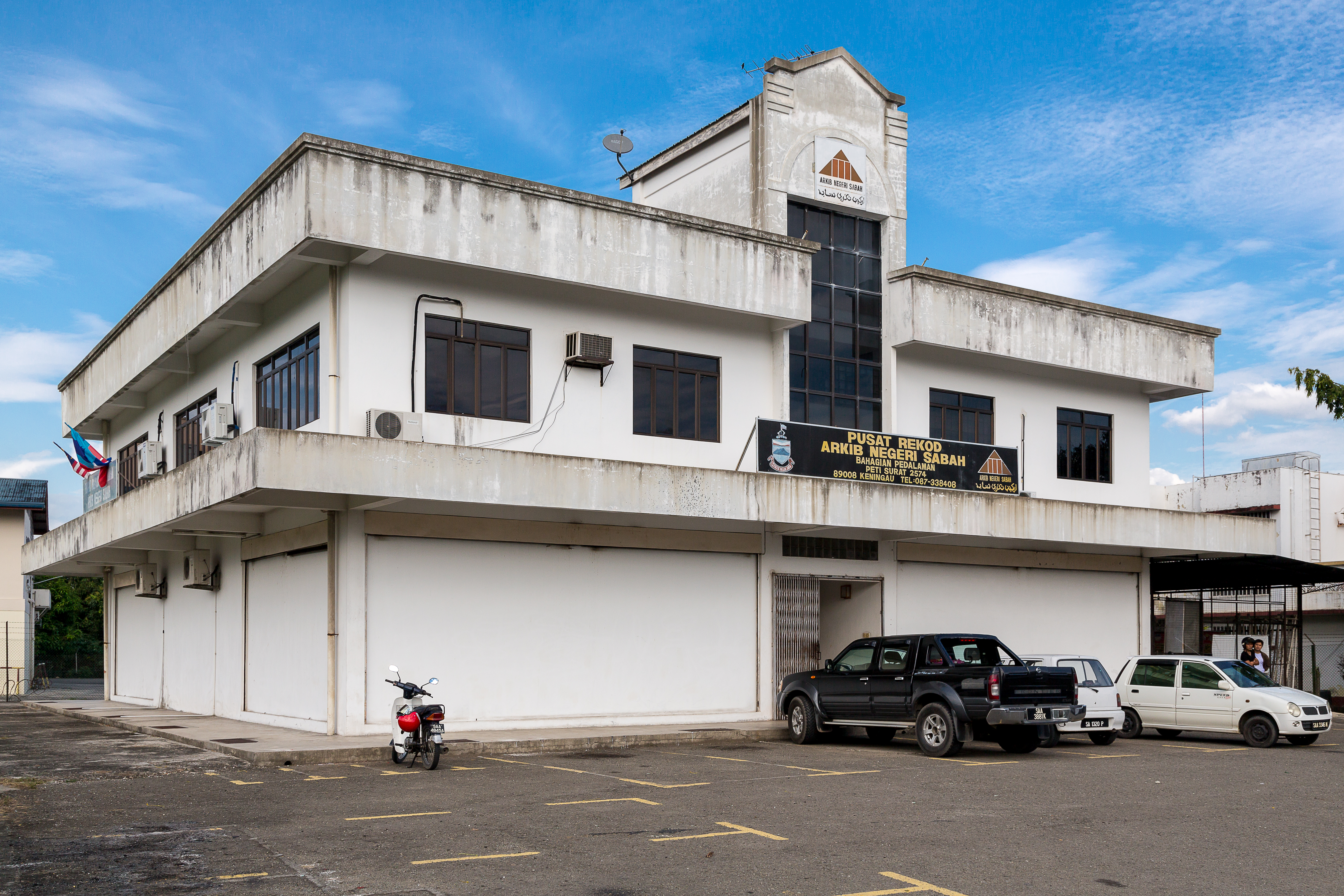
Zweigstelle des Archivs in Keningau

Sabah State Archives (mal. Arkib Negeri Sabah) ist der Name für das Staatsarchiv des Bundesstaats Sabah in Malaysia. Es hat seinen Sitz in Kota Kinabalu und eine Außenstelle in Keningau. Es verwahrt die historische Überlieferung des Bundesstaates Sabah und seiner Vorgängerinstitutionen. Die Archivbestände gehen zurück bis auf die Zeit der Regierung durch die North Borneo Chartered Company seit dem Jahr 1881. 

## Archivbestand
Der Archivbestand umfasst mehr als 8 Millionen Exponate, unter anderem aus den Bereichen Landesgeschichte, Verwaltungsgeschichte, Politik, Wirtschaft, Sozialgeschichte, Kultur. Die Bestände stammen sowohl von den Regierungen und öffentlichen Verwaltungen der jeweiligen Zeit als auch aus dem privaten Sektor.
Der Zugang zum Archiv steht Behörden, akademischen Einrichtungen, Studenten, Schülern sowie Bürgern offen.

## Geschichte
Nach der Kapitulation der Japanischen 37. Armee lag der Wiederaufbau in Sabah, Sarawak und Brunei von August 1945 bis Juli 1946 in der Hand der Britischen Militärverwaltung (British Military Administration (BMA)). Auf Anordnung von Brigadegeneral Charles Frederick Cunningham Macaskie wurden in diesem Zusammenhang große Mengen an Vorkriegsarchivalien und unzerstörten Dokumenten der öffentlichen Hand zusammengetragen und einer geeigneten Unterbringung zugeführt.
Mit dem Abzug der Britischen Militärverwaltung gingen die Dokumente in den Besitz der neugegründeten britischen Kronkolonie über. Der 15. Juli 1946 wird daher als Gründungstag der North Borneo Central Archives betrachtet.
Am 22. November 1957 gab das Britische Kronkolonialsekretariat ein Rundschreiben heraus, in dem die Einrichtung des North Borneo Central Archives (NBCA) am Standort des Sekretariats in Jesselton bekanntgegeben wurde. Außerdem wurde mitgeteilt, dass alle Dokumente aus der Zeit der British North Borneo Chartered Company und der Kolonialzeit zentral am NBCA gesammelt werden sollten.
1965, zeitgleich mit der Unabhängigkeit Malaysias, erhielt das Sabah Museum die Verwaltungshoheit über das NBCA. Damit kamen alle Archivtätigkeiten – mit Ausnahme der Forschungstätigkeiten – für die nächsten dreizehn Jahre zum Stillstand. Diesen Zustand konnte das Zentralarchiv erst am 18. Juli 1979 mit der Schaffung der vom Sabah Museum unabhängigen Institution "Sabah State Archives" beenden. Ein entsprechender Erlass, der State Archives Enactment, trat 1980 in Kraft. Das gesamte Archivmaterial wurde 1980 in das heutige Gebäude am Straßenkilometer 4 der Jalan Penampang verbracht. Das damals bezogene Gebäude war ursprünglich als Standort für das Sabah Museum vorgesehen.
Im Jahr 1984 wurde das Archiv wieder mit dem Sabah Museum zusammengeführt. Die beiden Institutionen kamen mit dem gemeinsamen Namen Department of Sabah Museum and State Archives als Abteilung unter die Verwaltung des Ministeriums für Kultur, Jugend und Sport. 1992 wurde diese Verbindung wieder aufgetrennt. Das Staatsarchiv arbeitet seither als eigenständige Institution innerhalb des "Chief Minister’s Department".

## Abteilungen
Das Archiv ist in sechs Abteilungen gegliedert:
- Public Archives Management & Research
- Restoration & Reprography
- Verwaltung & Finanzen
- Records Management & Consultation
- Acquisition & Processing
- Organisation & Human Resource Development

## Direktoren
Derzeitiger Direktor des Staatsarchives ist Sairin Melin.